# Vanda alpina
Vanda alpina là một loài thực vật có hoa trong họ Lan. Loài này được (Lindl.) Lindl. miêu tả khoa học đầu tiên năm 1853.

## Hình ảnh

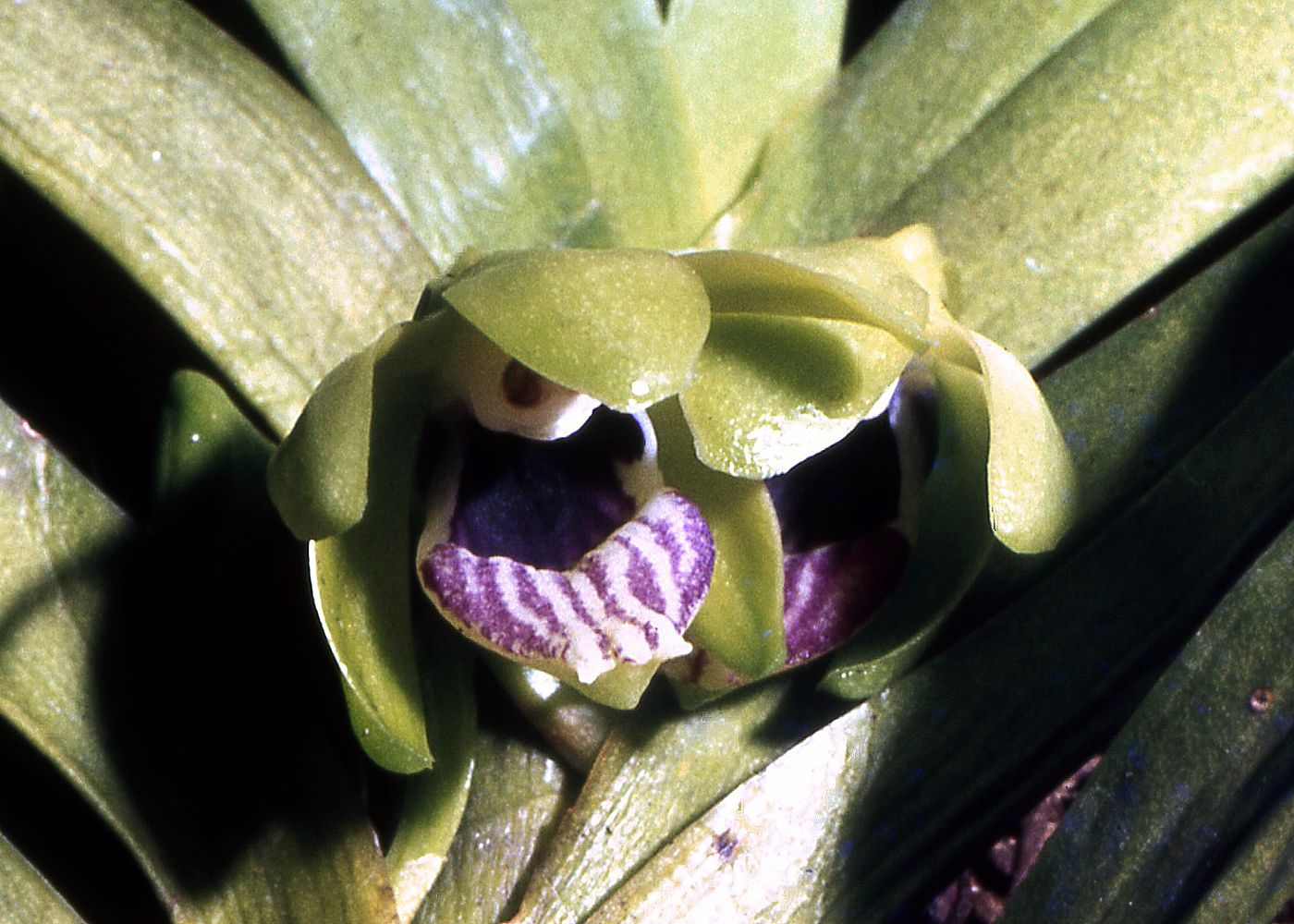